# Матвеев, Дмитрий Николаевич (учёный)
Дми́трий Никола́евич Матве́ев (1897—1944) — русский и советский учёный-оториноларинголог, педагог и изобретатель, профессор, руководитель кафедры ЛОР-болезней Хабаровского государственного медицинского института.
Матвеев стоял у истоков создания Хабаровского государственного медицинского института, был основателем и первым руководителем кафедры и клиники ЛОР-болезней, организатором Хабаровского отделения научно-практического общества оториноларингологов и первым председателем правления этого общества. Им написано более 70 научных работ и несколько изобретений.

## Биография
Дмитрий Матвеев родился 20 июля 1897 года в Тифлисе в семье горного инженера и учительницы. Окончив гимназию, в 1914 году он поступил в Императорскую военно-медицинскую академию в Петрограде.
С 1915 года в период Первой мировой войны Дмитрий Николаевич студентом неоднократно выезжал на Южный фронт в Персию и Турцию, где работал сначала санитаром, а затем врачом в полевом госпитале города Трапезунд. Кроме того, на старших курсах он совмещал учёбу с работой врача скорой помощи по ликвидации эпидемий острозаразных инфекций. В студенческие годы Матвеев проявил особый интерес к изучению ЛОР-болезней в клинике, руководимой вице-президентом Военно-медицинской академии, известным учёным, профессором В. И. Воячеком.
В 1919 году Дмитрий Николаевич блестяще окончил академию и был направлен на Северо-Западный фронт, где участвовал в защите Петрограда от белогвардейских частей генерала Юденича.
В 1921 году он получил заграничную командировку для специализации в области отоларингологии и офтальмологии в клиниках у выдающихся ученых Берлина, Вены, Парижа.
Дмитрий Николаевич в совершенстве владел немецким и английским языками, и это позволяло ему свободно общаться с зарубежными коллегами, слушать лекции и знакомиться с литературой.
В 1923 году итогом пребывания Матвеева за границей стала успешная защита диссертации на степень доктора медицины в Берлинском университете.
С 1923 года после возвращения на родину, он в течение двух лет работал отоларингологом сначала в Тбилиси, затем в городе Миллерово.
В 1926 году Матвеев был избран ассистентом клиники болезней уха, горла и носа Казанского института усовершенствования врачей имени В. И. Ленина. За 8 лет работы в Казани им было написано 34 научных работы, которые были опубликованы в отечественной и зарубежной печати. В 1931 году ему было присвоено звание приват-доцента, а в 1934 году профессора.
С 1934 года Матвеев утвержден заведующим кафедрой ЛОР — болезней Хабаровского государственного медицинского института
До его приезда в Хабаровске не было специализированной помощи больным с Лор- заболеваниями. В хирургическом отделении краевой больницы для таких больных была выделена всего одна палата, срочные операции по поводу мастоидитов и трахеотомии выполнялись хирургами. Матвеев организовал на базе краевой больницы отоларингологическую клинику, которая уже в 1936 году имела 30 коек. Постепенно были оборудованы клиническая и гистологическая лаборатории, физиотерапевтический кабинет, появилась новая аппаратура, инструментарий.
В 1935 году профессор Д. Н. Матвеев организует Хабаровское отделение научно-практического общества оториноларингологов и становится первым председателем правления.
С 1936 года организует специализированную ЛОР-помощь больным в ряде лечебных учреждений Хабаровска, а также в Комсомольске, Биробиджане, районных центрах и поселках Дальнего Востока, куда постоянно выезжал в командировки для консультаций. Много внимания уделял он подготовке квалифицированных медицинских кадров.
В 1940 году клиника перешла в новое здание 2-й городской больницы, где была организована экспериментальная операционная для животных, оборудовано место для стробоскопических исследований, устроен ингаляторий.
Д. Н. Матвеев прикладывал много усилий для хорошей теоретической и практической подготовки студентов доступны для понимания. По инициативе и при непосредственном участии Дмитрия Николаевича был создан музей учебных препаратов, положено начало библиотеке. Всего за 10 лет
работы в Хабаровске он принял до 100 тысяч амбулаторных больных и сделал около 20 тысяч операций, 98 % которых дали хорошие результаты. Как прекрасный специалист Дмитрий Николаевич завоевал широкую известность, огромную популярность и заслуженный авторитет у населения Дальнего Востока.
В 1940 году Матвеев становится доктором медицинских наук. Его докторская диссертация «Травма головы и связанные с нею повреждения уха и носа» стала итогом многих трудов по вопросам диагностики и лечения травм черепа. Диссертация получила высокую оценку известных ученых Н. Н. Бурденко, Л. И. Свержевского и в настоящее время не утратила своего значения. Данные, представленные в этой работе, помогали в лечении раненых в годы войны.
С 1941 года, с началом Великой Отечественной войны принимал участие в работе госпиталей Дальневосточного фронта, широко применял восстановительную хирургию у фронтовиков, многие из которых снова вернулись в армию, был организатором научных конференций отоларингологов края и сборов военных ЛОР-врачей Дальневосточного фронта.
Дмитрий Николаевич был автором ряда интересных и практически важных изобретений. Он усовершенствовал технику многих операций, что сократило сроки пребывания больных в стационаре почти вдвое, ввел в практику отсасыватель, облегчающий проведение операций и позволяющий многократно экономить перевязочный материал, первым на Дальнем Востоке установил в своей клинике ингаляторий.
По его инициативе было открыто бюро при ХГМИ по оказанию консультативной помощи врачам, работающим на периферии. Крупным шагом вперед в деле подготовки ЛОР-специалистов было создание при кафедре — клинической ординатуры.
28 мая 1944 года Дмитрий Николаевич погиб в авиакатастрофе во время служебной командировки.

## Память

Площадь Ленина в Хабаровске, городская больница № 2 имени проф. Матвеева.

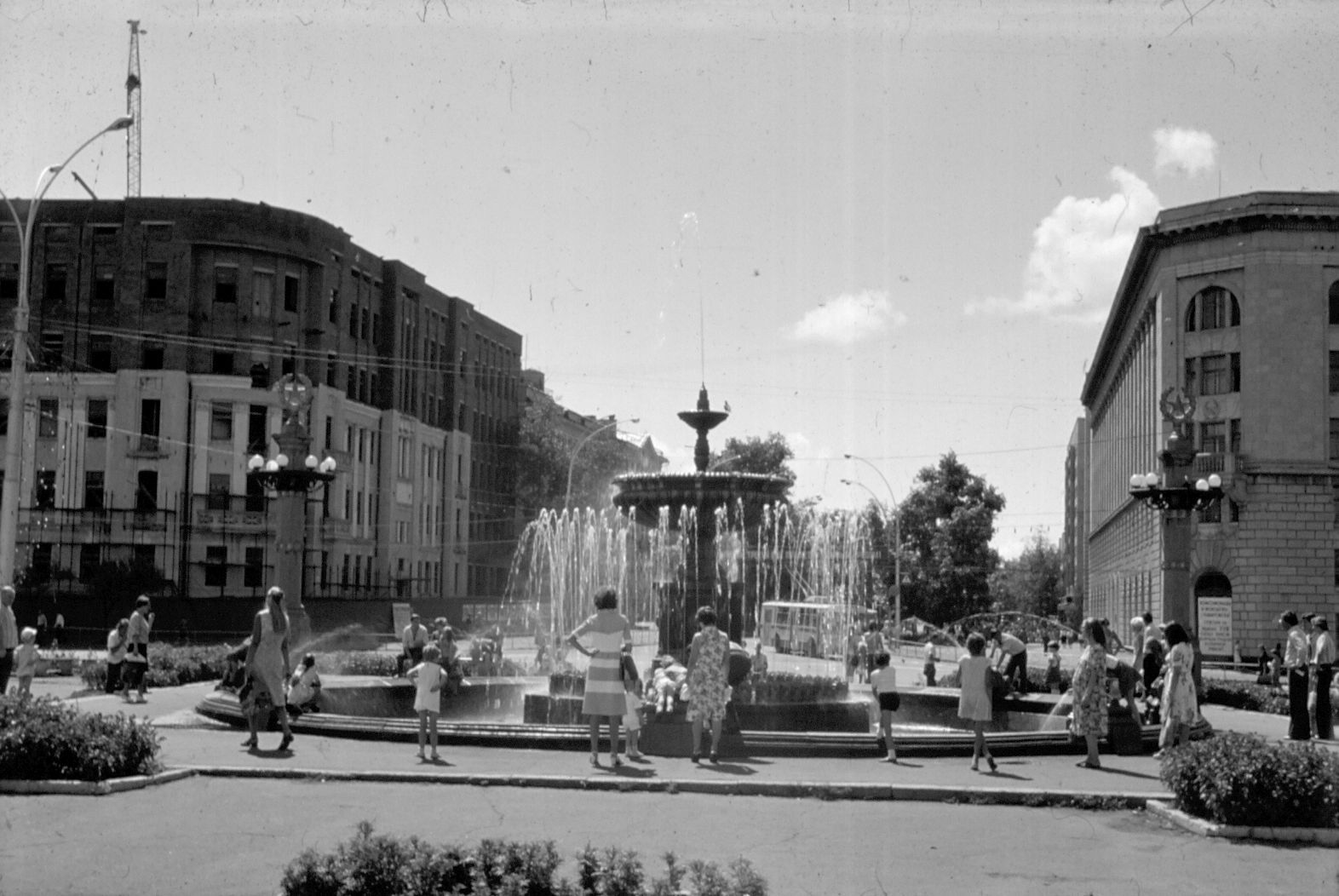
1978 год, идёт реконструкция больницы имени проф. Матвеева.

- В память о профессоре Д. Н. Матвееве клинике ЛОР-болезней Хабаровского государственного медицинского института в июле 1944 года было присвоено его имя[1].
- На сегодняшний день это Муниципальное учреждение здравоохранения «Городская больница № 2» имени Д. Н. Матвеева. Управления здравоохранения администрации города Хабаровска[4].

## Основные труды
- «Содержание кальция в крови в зависимости от дыхания»;[1]
- «Регенеративная способность слизистой оболочки носа после оперативных воздействий на неё»;[1]
- «Кожная пластика»;[1]
- «Математика в медицине». Казань, 1931 г.
- «Травма головы и связанные с нею повреждения уха и носа» М., 1940 г.;
- Патент на изобретение «Ранорасширитель».

## Семейные связи
- Был женат на Елизавете Платоновне Вакар (1901—1998), дочери Платона Модестовича Вакара

Дети:
- Дмитрий (1927 — ?) — Кандидат технических наук, заведующий отделом Крымского научно — исследовательского и проектного института.
- Алексей (1925—2010) — Врач-отоларинголог, старший научный сотрудник Научно-исследовательского института космической медицины. Был женат на Дагмаре Ивановне Некрасовой, дочери генерал-майора войск связи участника ВОВ Ивана Александровича Некрасова